# Tiffech
Tiffech est une commune de la wilaya de Souk Ahras en Algérie, située à une vingtaine de kilomètres à l'est de Sedrata et au nord de M'daourouch et à environ 10 km au nord-est de Ragouba.

## Géographie

### Situation
Le territoire de la commune de Tiffech se situe au centre de la wilaya de Souk Ahras.
| Hanancha, Khemissa | Hanancha      | Hanancha  |
| Ragouba            | Tiffech       | Zaarouria |
| Ragouba            | Ragouba, Dréa | Dréa      |

### Localités de la commune
La commune de Tiffech est composée de vingt localités :
- Draa El Methnène
- El Bir
- El Hamri
- El Haouni
- El Karma
- El Kef
- El Melha
- El Mghorma
- Fedh Hadouda
- Gabel El Kef
- Gabel Retba
- Guettara
- Khemissa
- Rouaghi
- Salah Dhib Boulifa (chef-lieu de la commune)
- Sersouf
- Sidi Abdallah
- Tabet Fatma
- Tebaga
- Touzria

## Histoire
Le général arabe envoyé par les Abbassides Abd al-Rahman ibn Muhammad ibn al-Ash’ath al-Khuza’i 762-765 érigea vers le VIIIe siècle un camp militaire au cœur même de la citadelle byzantine de Tiffech .